# Acoustic Live in Newcastle
Acoustic Live in Newcastle – szósty solowy (drugi koncertowy) album Stinga. Nagranie wykonano 20 kwietnia 1991 roku, w Buddle Arts Centre w Newcastle upon Tyne. Album zawiera cztery utwory z "The Soul Cages" i cover Ain’t No Sunshine, z repertuaru Billa Withersa.
Album ukazał się w limitowanym nakładzie 3 tys. egzemplarzy.

## Lista utworów
1. "Mad About You"
2. "Ain’t No Sunshine"
3. "Island of Souls"
4. "The Wild Wild Sea"
5. "The Soul Cages"